# Flughafen El Gouna

i8
i11
i13
Der Flughafen El Gouna (ICAO-Code: HEGO) ist ein Flughafen, der sich im ägyptischen Ferienort El Gouna befindet und hauptsächlich für Privatflüge genutzt wird. Er wird im Englischen El Gouna Airport bzw. El Gouna Private Airport genannt.